# أسبلاط أفقي
أسبلاط أفقي (الاسم العلمي:Aspalathus horizontalis) هو نوع من النباتات يتبع جنس الأسبلاط من الفصيلة البقولية.